# Hun-Hunahpú
En la mitología maya, Hun-Hunahpú, que en idioma maya k'iche' significa Uno Junajpu, es el dios de la fertilidad y del juego de pelota, hijo de los dioses contadores de días y adivinadores de ceniza Ixpiyacoc e Ixmucané, y padre de los dioses héroes gemelos Hunahpú e Ixbalanqué. Según Linda Schele, Hun-Hunahpu era llamado 'Hun Nal Ye' durante la época clásica.

## Mitología
En el Popol Vuh, la historia de Hun-Hunahpú se describe en los primeros dos capítulos de la segunda parte del libro. En este se narra que con su esposa Xbaquiyalo tuvo a dos hijos, Hun Batz y Hun Chouen, conocidos como los gemelos mono. Todos los días Hun-Hunahpú jugaba al juego de pelota con su hermano, Vucub Hunahpú (Siete Hunahpú), en contra de Hun Batz y Hun Chouen. Si bien el juego de pelota está sobre la tierra, es también camino que lleva al mundo subterráneo y sombrío del Xibalbá. El ruido proveniente del juego molestó a los Señores de Xibalbá, Hun Came y Vucub Came -Uno Muerte y Siete Muerte-, quienes los invitaron a descender al inframundo para jugar al juego de pelota. Hun-Hunahpú y su hermano Vucub Hunahpú descendieron a este, en donde fueron torturados y sacrificados. En el lugar donde los hermanos fueron enterrados creció un árbol de jícaras, -árbol de calabazo- el cual dio cráneos por frutos, entre los cuales se encontraba la cabeza de Hun-Hunahpú, a la cual se le hizo un homenaje en el capítulo sexto por el dios hijo llamado Hun-Batz.
Ixquic, hija de uno de los de Xibalbá, alcanzó un fruto del árbol, siendo este la cabeza de Hun-Hunahpú, la cual escupió en la mano de Ixquic, quedando así embarazada de los dioses gemelos, Hunahpú e Ixbalanqué.

## Culto
Se han encontrado restos en el cual se le identifica como dios del maíz, si bien el Popol Vuh no menciona a Hun Hunahpú como este. Una vasija de estilo de códex policromo del período tardío clásico identifica a Hun Nal Ye, dios del maíz maya, reviviendo del caparazón de una tortuga la cual representa la tierra. Los hijos de este están localizados a los costados del dios del maíz, siendo estos los hermanos gemelos.